# Панкья
Панкья́ (итал. Panchià) — коммуна в Италии, расположена в провинции Тренто, в области Трентино-Альто-Адидже.
Население составляет 740 человек (2008 г.), плотность населения составляет 37 чел./км². Занимает площадь 20 км². Почтовый индекс — 38030. Телефонный код — 0462.
Покровителем коммуны почитается святой Валентин, празднование 14 февраля.

## Демография
Динамика населения:

## Администрация коммуны
- Официальный сайт: